# Claes Wachtmeister
Claes Wachtmeister, född på 1500-talet, död 1631, var en svensk militär. 

## Biografi
Claes Wachtmeister föddes på 1500-talet och var son till fältmarskalken Hans Wachtmeister och Beata Eriksdotter (Stålarm). Han blev 13 augusti 1611 ryttmästare för en fana finska ryttare, 1622 ryttmästare vid kyrassiärerna och 1625 vid ridderskapet och adelns rusttjänst i Estland. Wachtmeister blev 1625 lantråd i Estland. Han avled 1631 och begravdes 3 mars 1631 i Reval.

### Egendom
Wachtmeister ägde gårdarna Aunack i Keinis socken, Laakt i S:t Jürgens socken och Poll i S:t Jacobi socken.

### Familj
Wachtmeister var gift med Elisabet Wrangel (död 1666), dotter till lantrådet Tönnes (Antonius) Wrangel i Estland och Anna Lode. De fick tillsammans barnen Elisabet Wachtmeister (död 1691) som var gift med översten Berend von Gertten, riksstallmästaren Hans Wachtmeister af Björkö (1609–1652), Anna Wachtmeister (1611–1685) som var gift med ryttmästaren Johan Brakel, Beata Wachtmeister (död 1685) som var gift med kaptenen Herman Wrangel, Claes Wachtmeister, Axel Wachtmeister och Regina Wachtmeister (död 1653) som var gift med överstelöjtnanten Gerhard Löwe.